# Арборикултура
Арборикултура (од латинског arbor, -is = дрво и colo, colere = гајити) је научна и практична дисциплина која се бави проучавањем као и садњом, негом и гајењем дрвећа, жбунова и дрвенастих повијуша (вишегодишњих дрвенастих биљака) првенствено у урбаном простору и из естетских разлога, тако да човек и биљка коегзистирају у одрживом окружењу. За разлику од гајења шума у шумарству где се састојини (већој или мањој групи дрвећа), основној јединици газдовања, посвећује главна пажња арборикултура третира дрвенасте биљке као индивидуе. Арборикултура је у блиској вези са урбаним шумарством које се бави озелењавањем градова и насеља како би се постигла здрава и одржива животна средина у њима.
Наука арборикултуре проучава како се ове биљке развијају и реагују на мере неге и окружујућу средину. Пракса арборикултуре обухвата све мере које се предузимају на стаблима и око њих да би се очувао виталитет и спречиле појаве које утичу на њихову кондицију укључујући технике гајења као што су избор таксона, садња, формирање, ђубрење, заштита од болести и штеточина, орезивање, обликовање, испуњавање шупљина, анкеровање и када је потребно уклањање - сеча. Посебна проблематика ове дисциплине је процена осетљивости стабала на лом и статичка стабилност која се одређује применом инструмената као што су резистограф, тередо-сонометар, фрактометар, инклинометар, компјутерски томограф...
Особа која се бави праксом или проучавањем арборикултуре у свету се назива „арборист“, „арборикултурист“. Назив „хирург за дрвеће“ (tree surgeon) је уобичајенији за особу која је обучена за физичко одржавање и формирање дрвећа и стога је више део арборикултурних радова него што је то арборист.
Арборикултура је првенствено усмерена на појединачно дрвеће и друге дрвенасте биљке које чине сталност пејзажа и пружају задовољство, обично у вртовима, парковима и другим категоријама зелених простора и представља део хортикултуре. Струка доживљава експанзију у свету паралелно са развојем свести јавности о значају правилног одржавања стабала у зеленим просторима градова. Ово доводи до појачане потрежње стручњака арборикултуре који раде заједно са планерима, пејзажним архитектама и консултантима животне средине.
Управљање ризиком, правна питања и естетска мерила играју важну улогу у пракси арборикултуре, као и едукација о важности урбаних стабала и променама које та стабла трпе током времена. Презентације, радионице и демонстрације за децу школског узраста која стичу прва знања о природи, врло су важни за касније схватање проблематике развоја и очувања стабала у градовима, као и за подизање еколошке свести.